# Zenithoptera
Zenithoptera là một chi chuồn chuồn ngô.

## Các loài
- Zenithoptera anceps Pujol-Luz, 1993
- Zenithoptera fasciata (Linnaeus, 1758)[2]
- Zenithoptera lanei Santos, 1941
- Zenithoptera viola Ris, 1910

## Hình ảnh

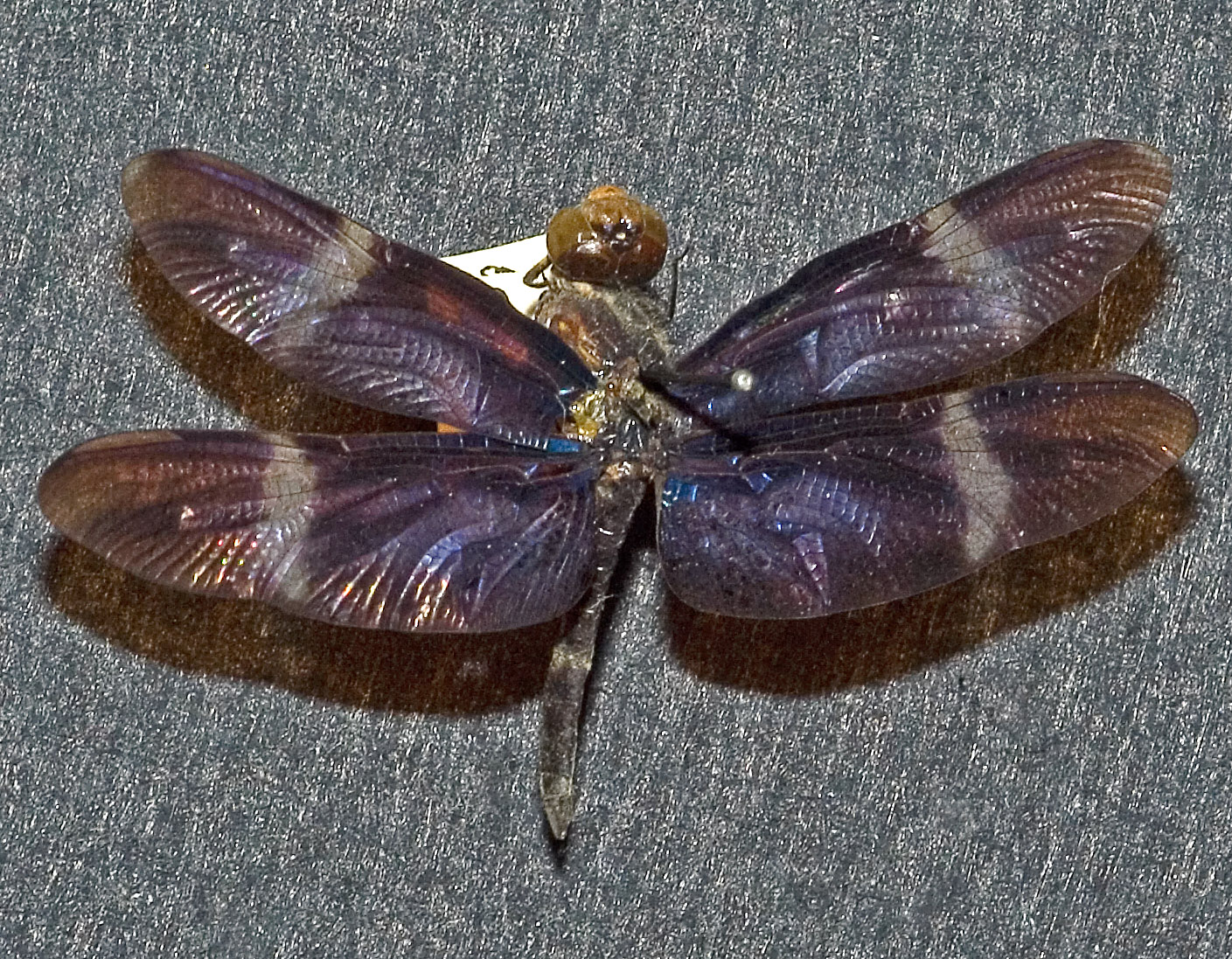
Zenithoptera fasciata
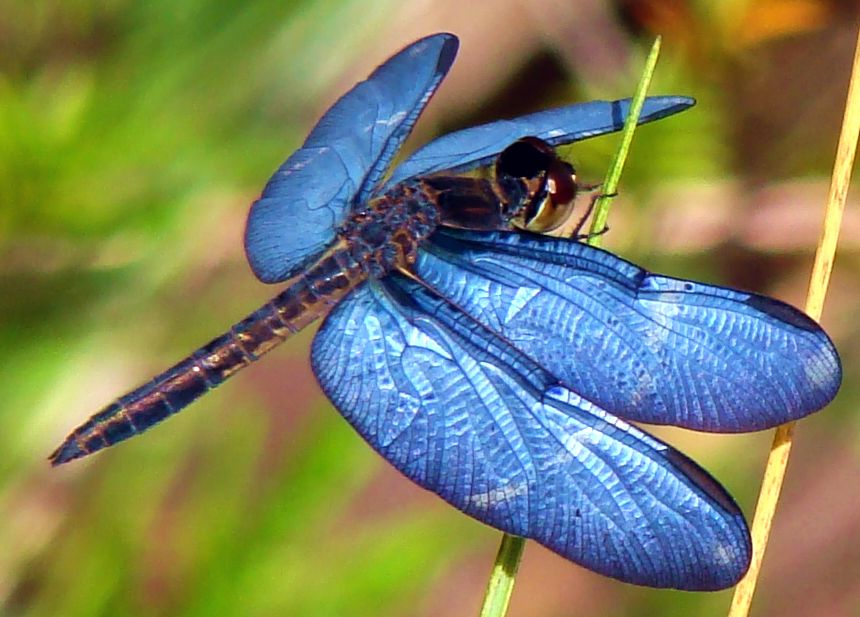
Zenithoptera lanei